# Calorimetro
Un calorimetro è un dispositivo utilizzato in calorimetria per misurare il flusso di calore durante una trasformazione, come calori specifici, calori latenti di fusione/ebollizione e calori di reazione. Se il calorimetro è formato da una miscela di due fasi di una stessa sostanza, esso è detto isotermico.
Un calorimetro consiste in un termometro attaccato ad un contenitore metallico pieno d'acqua sospeso su una fonte di calore.
Per ottenere la differenza di entalpia per mole di una sostanza in una reazione tra due liquidi, i due liquidi vengono aggiunti al calorimetro e le temperature iniziali e finali (dopo che la reazione è finita) sono così visibili. Moltiplicando la differenza di temperatura per la massa e il calore specifico dei liquidi in eccesso si ottiene la quantità di energia ceduta durante la reazione (assumendo che questa fosse esotermica).
Dividendo la differenza di energia per il numero di moli presenti si ottiene la differenza di entalpia della reazione .

## Tipi

### Calorimetro delle mescolanze
Il calorimetro delle mescolanze (o ad acqua, o di Regnault) è costituito da un vaso di Dewar in cui viene versata dell'acqua e, successivamente, la sostanza in esame; all'interno del calorimetro sono posti un termometro e un agitatore. Il calore specifico della sostanza viene dedotto dalla variazione di temperatura dell'acqua: a causa della non nulla capacità termica del calorimetro è necessario introdurre un equivalente in acqua del calorimetro, che tenga conto del calore assorbito o ceduto da esso durante la misura.
Il calorimetro delle mescolanze è il tipo di calorimetro più impiegato per scopi didattici.

### Calorimetro a ghiaccio

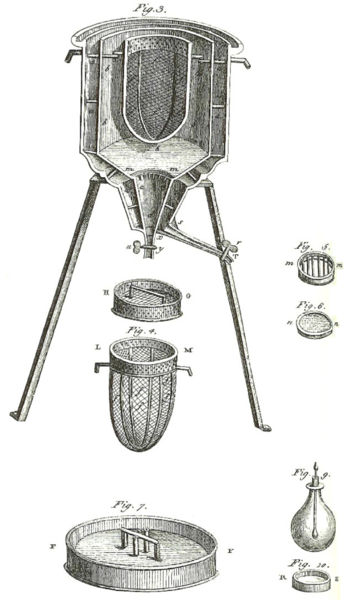
Il primo calorimetro a ghiaccio del mondo.

Il calorimetro a ghiaccio (o di Lavoisier e Laplace che lo usarono nell'inverno del 1782-83, per determinare i processi termici in varie reazioni chimiche) è un calorimetro isotermico formato da tre recipienti concentrici: nel più interno si colloca il corpo in esame; in quello intermedio il ghiaccio; in quello più esterno si colloca dell'altro ghiaccio che ha la funzione di isolante, evitando che il calore dell'ambiente esterno fonda il ghiaccio del recipiente intermedio. In base alla quantità d'acqua che fuoriesce dal recipiente intermedio mediante un apposito condotto si può misurare il calore fornito dal corpo nel contenitore più interno, ed eventualmente calcolarne il calore specifico.

### Calorimetro di Bunsen
Il calorimetro di Bunsen è un calorimetro isotermico formato da un recipiente contenente acqua distillata, il cui fondo è connesso ad un tubo ripiegato a U contenente mercurio e terminante in un capillare. Una provetta, sulla quale è stato precedentemente fatto formare uno strato di ghiaccio, è posta all'interno del bagno d'acqua. Inserendo il corpo in esame la quantità di ghiaccio all'esterno della provetta può aumentare o diminuire in relazione al calore assorbito/ceduto dal corpo. La quantità di calore scambiato è quindi ottenuta a partire dalla variazione di volume dell'acqua, misurata dall'altezza del mercurio nel capillare.

### Calorimetro (bomba di Mahler)
La bomba calorimetrica di Mahler è un dispositivo che permette di misurare la quantità di calore liberata o assorbita durante una reazione che avviene a volume costante . La bomba calorimetrica è un reattore di acciaio in grado di resistere alle alte pressioni (fino a ~100 Bar) ed è quindi particolarmente adatta a studiare le reazioni di combustione in cui uno dei reagenti (O2) può essere introdotto ad alta pressione. La bomba ha una chiusura ermetica che impedisce la fuoriuscita dei prodotti di combustione. Il reattore è immerso in una grande quantità di acqua contenuta in un cestello. All'interno della bomba si brucia una quantità nota di sostanza. La combustione è innescata da una scintilla, prodotta facendo passare una corrente attraverso un filamento posto all'interno del reattore.
Non appena il calore viene prodotto dalla reazione, esso viene trasferito all'acqua e di conseguenza si verifica solo un modesto incremento di temperatura (di qualche °C). Tale incremento di temperatura viene misurato da un termometro posto nel bagno d'acqua. La capacità termica del calorimetro a bomba viene determinata in un esperimento preliminare in cui si fa bruciare una quantità nota di sostanza di cui è noto il calore di combustione (acido benzoico C7H6O2 è la sostanza internazionalmente utilizzata come standard nei laboratori di calorimetria). Le perdite di calore verso l'ambiente vengono minimizzate ponendo il cestello all'interno di un vaso calorimetrico con intercapedine d'aria munito di un coperchio in plastica. Si può quindi assumere che l'energia, sotto forma di calore, sviluppata nel corso della reazione sia completamente trasferita all'acqua e alle parti del calorimetro a contatto con essa (processo adiabatico).